# Honda J-VX
Honda J-VX – koncepcyjny samochód Hondy o napędzie hybrydowym powstały w 1997. Prototyp poddano zmianom z którego powstała pierwsza generacja Hondy Insight.